# St. Gabriel (Duisburg)

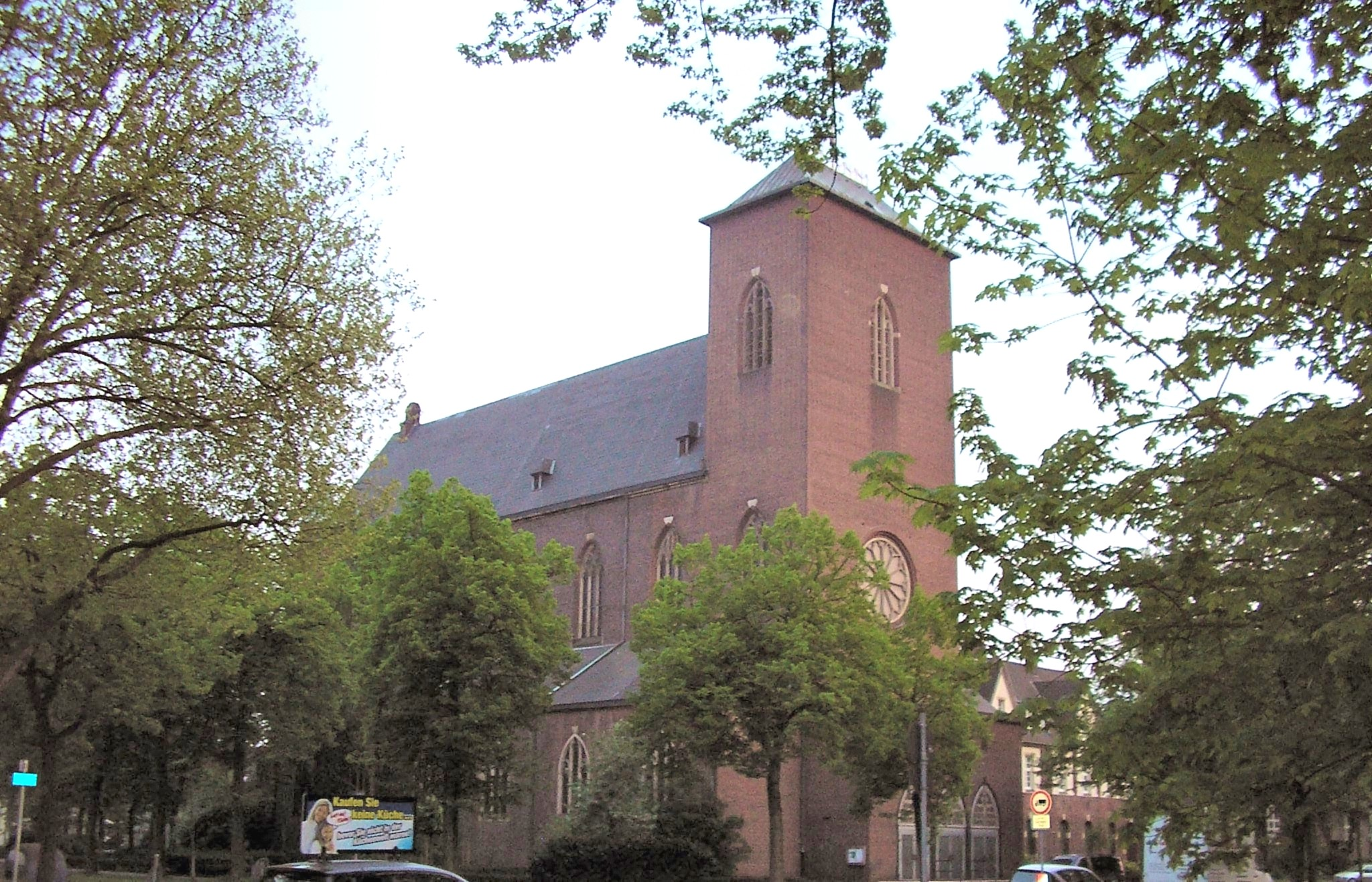
Außenansicht vom Gabrielkirchplatz aus gesehen

Die römisch-katholische Kirche St. Gabriel in Duisburg-Neudorf wurde zwischen 1910 und 1912 im Stile einer neugotischen Basilika auf einem Heidegebiet („op de Heid“) errichtet und dem heiligen Erzengel Gabriel geweiht.

## Lage
Die Gabrielkirche wurde inklusive der sie heute umgebenden Straßen auf einem freien Feld errichtet. Der Chorraum der Gabrielkirche ist nach Osten ausgerichtet. Postalisch liegt sie mit dem Haupteingang an der Gneisenaustraße (Hausnummer 265), umfasst wird sie im Norden und Nordwesten vom Gabrielkirchplatz, in Längsrichtung des Kirchenschiffes schließt sich im Westen und Osten die Gabrielstraße an.

## Geschichte
Die Grundsteinlegung fand am 26. März 1911 statt, das Kirchweihfest war am 15. September 1912. Konzipiert für 1400 Gläubige wurde sie zunächst ohne das letzte Gewölbe und den Kirchturm errichtet. Vollendet wurde der Kirchenbau mit dem mächtigen, die gesamte Breite des Kirchenschiffs einnehmenden Turm 1936 bis 1937. Der ursprünglich geplante, filigranere Entwurf im Stile des Turmes der damaligen Muttergemeinde St. Ludger wurde aus Kostengründen nicht mehr realisiert.
Während des Zweiten Weltkriegs wurde die Kirche nur geringfügig beschädigt.
Nach dem Zweiten Vatikanischen Konzil wurde der Altarraum ab 1966 durch den Architekten Karl-Heinz Funke und den Bildhauer Heinz Oliberius neugestaltet, dabei wurden unter anderem zwei Kommunionbänke und das Chorgitter entfernt.
Auf Grund von Schäden am Gewölbe wurde die Kirche in den 1980er Jahren aufwändig saniert und bei dieser Gelegenheit an mehreren Stellen neu gestaltet, unter anderem wurde sie farblich neu gestaltet, die Position von Hauptaltar, Ambo, Tabernakel und Taufbecken wurden geändert.

## Aufbau
Der Grundriss der Kirche entspricht dem einer Basilika mit einem großen Mittelschiff und zwei etwa halb so breiten Seitenschiffen, alle mit Kreuzrippengewölben. Der Bau ist insgesamt 48 Meter lang, 22 Meter breit, das Mittelschiff hat eine Raumhöhe von 19,50 Metern, die Seitenschiffe haben jeweils eine Breite von 5,50 Meter und eine Höhe von 7,50 Meter.

### Mittelschiff
Im nach Osten ausgerichteten Chorraum mit Stufengestaltung befinden sich mehrere Kunstwerke von Heinz Oliberius. Darunter befinden sich insbesondere der steinerne Hochaltar von 1966 (stilisierte Darstellung von Weizenfeldern bzw. eines Stierkopfes), der bronzene Ambo von 1967 (aufgebrochenes Kreuz) und sechs ebenfalls bronzene Kerzenhalter an den Säulen des Chorraums. Der von Oliberius 1986 geschaffene Tabernakel in Form eines goldenen Sterns löste den ebenfalls von ihm entworfenen ursprünglichen Tabernakel aus patinierter Bronze ab, der den Brennenden Dornbusch darstellen sollte, aber stets eher dunkel und bedrohlich statt verheißungsvoll wirkte.
Am Pfeiler vor dem rechten Seitenschiffchor steht auf einem Sockel die Figur der Mondsichelmadonna, so benannt nach dem Saum des Gewandes Mariens. Der Zeitpunkt der Entstehung ist unklar, liegt aber wahrscheinlich im 20. Jahrhundert.
Die zwölf Pfeiler des Hauptschiffes tragen Leuchter, die den elf Aposteln sowie Paulus gewidmet sind, jeder Leuchter ist dabei individuell mit Symbolen gestaltet:
- Petrus: Schlüssel
- Paulus: Schwert
- Andreas: Andreaskreuz
- Bartholomäus: Messer
- Jakobus der Ältere: Kreuzstab und Beutel
- Jakobus der Jüngere: Walkerstange und Keule
- Johannes: Kelch
- Matthäus: Beil
- Philippus: Buch
- Simon: Säge
- Thaddäus: Keule
- Thomas: Lanze

Am Westende des Langhauses befindet sich die Orgelempore mit einem Rosettenfenster und dem Kirchturm, der die komplette Breite des Mittelschiffes einnimmt. Im Turmraum über dem Kirchengewölbe befindet sich ein fünfstimmiges Geläut in einen Stahlrahmen. Der Turmraum kann nur über einen Brettersteg oberhalb des Kirchengewölbes erreicht werden. Der Aufstieg befindet sich in einem Treppenturm mit einer schmalen Wendeltreppe an der linken Außenseite des Chorraumes.

### Linkes Seitenschiff
Im Chorraum des linken Seitenschiffes befindet sich die Taufkapelle. Hier steht der 1953 vom Oberhausener Künstler Leo Strehl geschaffene Taufstein, der das Lamm Gottes darstellt, den Deckel ziert eine Taube.
Der Chorraum selber wurde 1999 vom Hattinger Künstler Egon Stratmann mit einer vorwiegend in Blautönen gehaltenen Darstellung der Sintfluterzählung gestaltet.
Im linken Seitenschiff befindet sind ein Beichtstuhl aus der Gründerzeit. Die ehemaligen, zunächst klappbaren Kirchenbänke wurden Anfang der 2000er Jahre komplett entfernt und durch gepolsterte Einzelbestuhlung im vorderen Bereich ersetzt.

### Rechtes Seitenschiff
Im Chorraum des rechten Seitenschiffs befindet sich neben dem zeremoniellen Ausgang der Sakristei der Altar für die Werktagsgottesdienste. Über dem Seitenaltar befindet sich ein etwa zwei Meter auf ein Meter großes Steinrelief mit dem Titel „Triumphkreuz“, das der Bildhauer Heinz Oliberius 1969 schuf. Es zeigt Jesus Christus als Herrscher in Herrlichkeit und ist gleichsam als fünfzehnte Station des Kreuzweges zu verstehen, der entlang der Außenmauer an der Längsseite des Seitenschiffes angebracht ist.
Der Kreuzweg besteht aus vierzehn rechteckigen Steinrefliefs, die 1968 ebenfalls von Heinz Oliberius geschaffen wurden. Ergänzt wurde der Kreuzweg Ende der 1990er Jahre durch zwei weitere Steinreliefs, eines mit einem Sinnspruch, das andere mit dem Bild des Siebenarmigen Leuchters.
Des Weiteren befinden sich im rechten Seitenschiff mehrere Skulpturen, eine 1992 von einem kroatischen Künstler geschaffene Figur des Franziskus von Assisi, eine Figur der Elisabeth von Thüringen, sowie eine bereits 1917 in Kevelaer entstandene Pietà. Auf der Wand hinter der Darstellung der trauernden Gottesmutter Maria mit dem vom Kreuz genommenen Jesus gestaltete Heinz Dohmen 1998 einen Bildzyklus aus sieben kreisförmigen Bildern mit Stationen aus dem Leben Jesu, die „Die sieben Schmerzen Mariens“ genannt werden.

## Fenster
Aus Kostengründen hatte man sich beim Bau der Kirche für einfaches Fensterglas entschieden.
In den 1950er Jahren bekam dann die Duisburger Künstlerin Gertrud „Trude“ Josefine Dinnendahl-Benning den Auftrag zur Gestaltung der Kirchenfenster.
Im Chorraum des Hauptschiffs befinden sich vier Lanzettfenster mit Bogenmaßwerk von 1,80 Meter Breite und 10 Metern Höhe. Das Thema des zentralen Fensters in der Mitte zeigt im oberen Teil die Verkündigung Mariens durch den Erzengel Gabriel, im unteren Teil die Kreuzigung Jesu. Die drei anderen Themenfenster sind das Lilienfenster (zehn Lilien) und das Kronenfenster (zehn Kronen) rechts und links des Mittelfensters, sowie das Engelfenster auf der linken Seite des Chorraumes. Unterhalb der Fensterempore befinden sich farbige Betonglasfenster in der Form von Bullaugen.
In der Stirnwand gegenüber dem Chorraum befindet sich oberhalb der Orgelempore und unterhalb des Kirchturmes ein großes Rosettenfenster mit zwölf Engeln und einer stilisierten Blume in der Mitte.
Im Chorraum des linken Seitenschiffes zeigen zwei Fenster zum einen das Martyrium des Heiligen Sebastians, zum anderen Salome mit dem abgeschlagenen Kopf Johannes’ des Täufers.
Im Chorraum des rechten Seitenschiffes befindet sich nur ein Fenster, das den Erzengel Gabriel mit einem Weihrauchfass darstellt.

## Glocken
Nachdem die ursprünglichen Glocken im Weltkrieg eingeschmolzen worden waren, wurde das heute noch vorhandene fünfstimmige Geläut von Karl Czudnochowsky von der Glockengießerei Bachmeyr in Erding gegossen und am 8. Dezember 1957 eingeweiht.
Die Glocken tragen die Namen Marienglocke, Raphaelglocke, Gabrielglocke, Michaelglocke und Franziskusglocke.

## Orgel
Schon von Beginn an war die Kirche mit einer Orgel ausgestattet. Das Provisorium endete zunächst 1937 mit dem Anbau des Turmes inklusive Orgelempore und einer Kirchenorgel mit 16 Registern. Doch schon 1942 wurde die Orgel bei einem Luftangriff zerstört.
1951 lieferte die Firma Orgelbau Romanus Seifert & Sohn aus Kevelaer eine neue Orgel mit 13 Registern, die auf der rechten Seite des Chorraums auf einer kleinen Empore oberhalb der Sakristei eingebaut wurde. Es sollte sich herausstellen, das dies mehrere schwerwiegende Nachteile hatte. Zum einen wurde das Hauptschiffe nicht mehr frontal beschallt, was dem Klang abträglich war. Zum anderen waren so gemeinsame Konzerte von Kirchenchor und Orgel nicht mehr möglich, zu diesem Zwecke war auf der alten Orgelempore eine „Notorgel“ vorhanden.
Nicht zuletzt auf Initiative des Kirchenchores von St. Gabriel wurde daher 1983 die Orgel wieder an ihren ursprünglichen Platz auf der Orgelempore unterhalb des Kirchturmes versetzt und bei dieser Gelegenheit auf 16 Register erweitert. 1996 wurde die Orgel schließlich nochmal auf den heute noch vorhandenen Umfang von 20 Registern und 1350 Pfeifen erweitert.

## Weblink
- Internet Auftritt der katholischen Kirchen in Duisburg Neudorf und Duissern. Abgerufen am 30. Juli 2017.

Koordinaten: 51° 25′ 16″ N, 6° 47′ 15″ O